# Rębiszów
Rębiszów (deutsch: Rabishau) ist ein Dorf und ehemals selbständiges Amt in der Gemeinde Mirsk (Friedeberg am Queis) in der Woiwodschaft Niederschlesien in Polen.

## Geographie

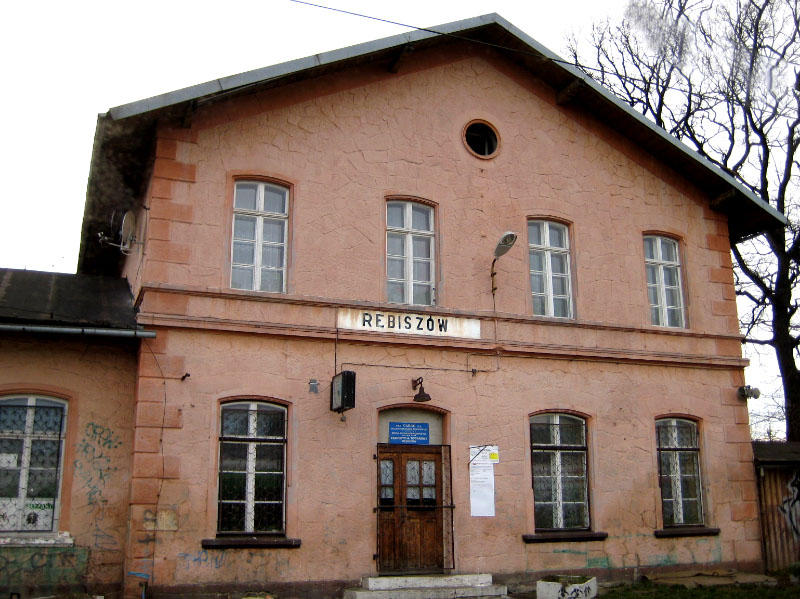
Bahnhof in Rabishau

Rębiszów liegt in einer Mittelgebirgslandschaft im Vorfeld des Riesengebirges. Der Bahnhof im Mitteldorf liegt auf einer Höhe von 327 m ü.N.N. Das Dorfgebiet wird von mehreren Bächen durchzogen, Wald- und Ackerland sind gleichermaßen vorhanden.

## Verkehr
Rębiszów liegt an der Bahnlinie Görlitz – Jelenia Góra – Wrocław und besitzt einen eigenen Bahnhof.

## Geschichte

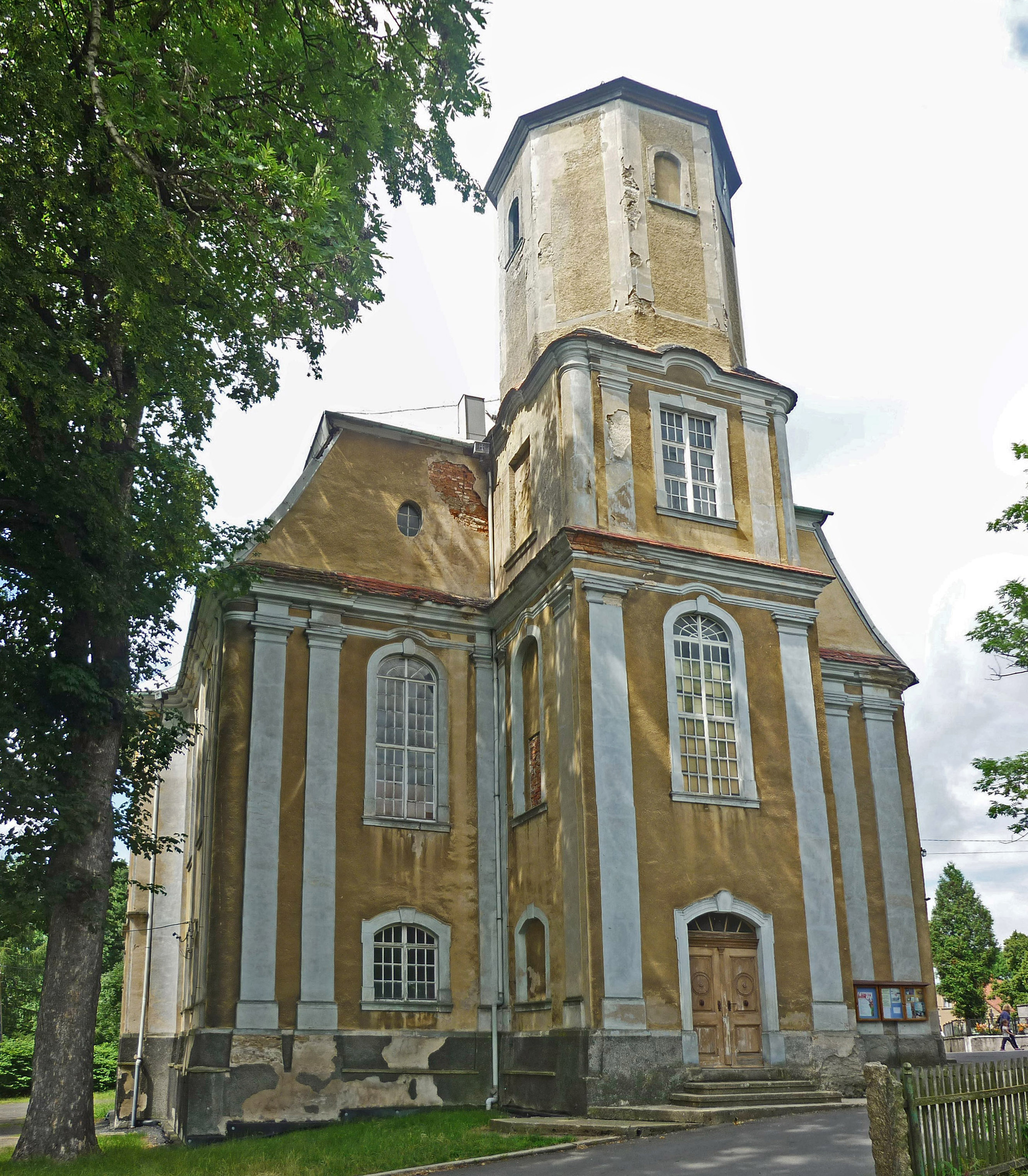
Ehem. evangelische Kirche, jetzt Barbarakirche

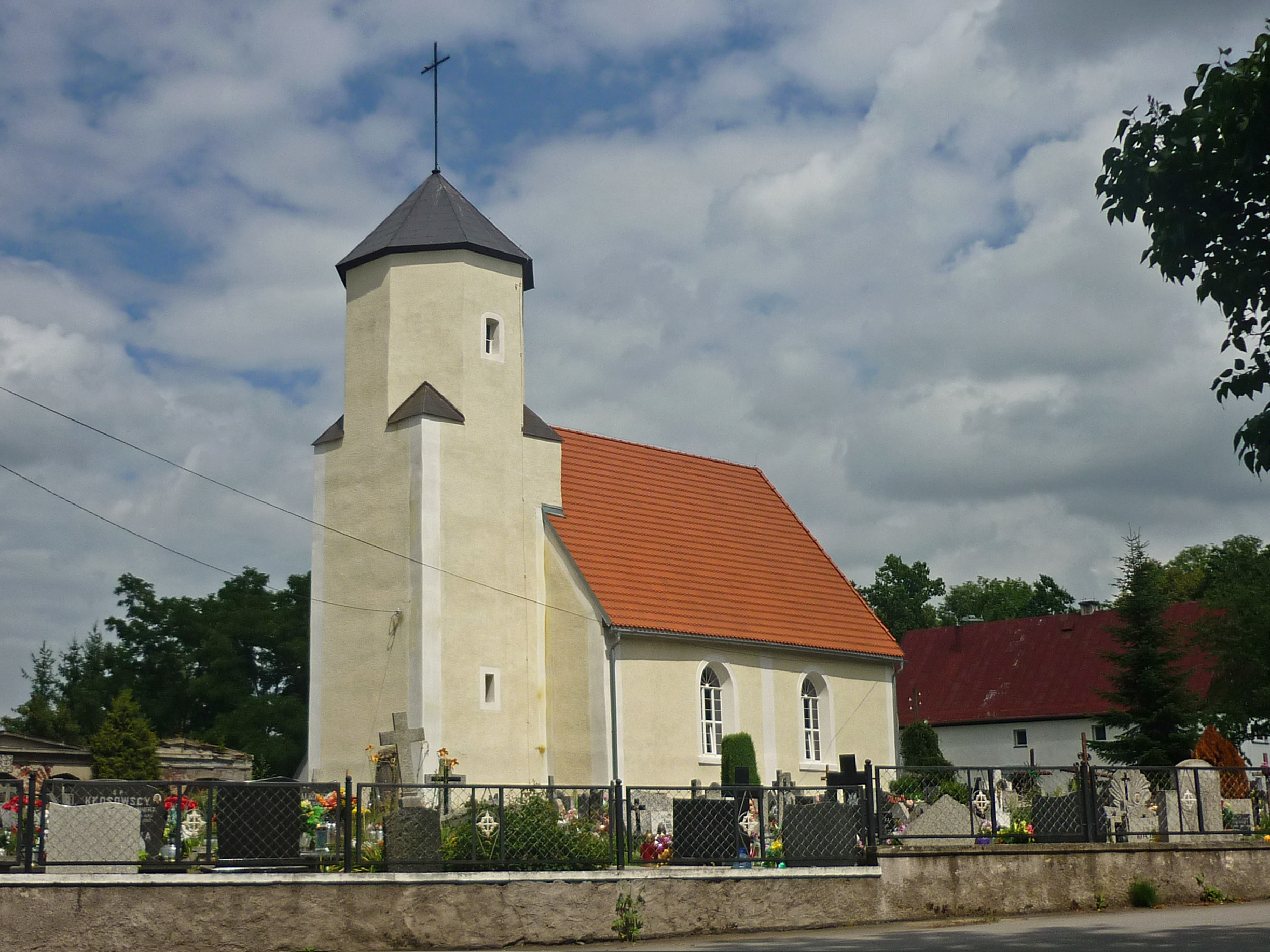
Kirche Mariä Heimsuchung

Der Ort wird unter dem Namen Rabishau erstmals in den Jahren 1303–1305 in Chroniken erwähnt. Der Name leitet sich angeblich von den zahlreichen Raben her, die den Wald des Riesengebirges bevölkerten. Rabishau entstand als Streudorf mit sieben Teilen (Kirchberg, Mitteldorf (dort entstand später der Bahnhof), Fiebig, Oberdorf, Mühldorf, Niederdorf und die Bauernhöfe), die Zipfel genannt wurden, so dass die Einheimischem vom siebenzipfligen Rabishau sprachen. Mit dem größten Teil des übrigen Schlesien kam Rabishau zur Zeit Friedrichs des Großen als Folge der Schlesischen Kriege an Preußen. 1816 wurde es dem neu eingerichteten Landkreis Löwenberg in Schlesien zugeschlagen, ab dem 1. Oktober 1865 nahm die Eisenbahnstrecke Görlitz – Hirschberg – Breslau und mit ihr auch der Bahnhof Rabishau ihren Betrieb auf. Am 1. Januar 1874 wurde das Amt Rabishau eingerichtet, das von einem Amtsvorsteher verwaltet wurde.
Mit der Eisenbahn hielten auch Industrie und Fremdenverkehr Einzug und ergänzten die traditionelle Land- und Forstwirtschaft. Neben Urlaubsgästen im Dorf selbst steuerten viele Reisende vom Bahnhof aus die Kurorte im nahen Riesengebirge an. Daneben gab es mehrere Holzfabriken und ein Basaltwerk. Die Gemeinde hatte damals eine Fläche von 1659,13 ha, davon wurden etwa 60 % landwirtschaftlich genutzt. Für den Anfang des 20. Jahrhunderts wird die Einwohnerzahl mit etwa 1400 angegeben, bis 1946 wuchs sie auf über 1700, die zu etwa 90 % lutherischer Konfession waren. Rabishau war damit die drittgrößte Gemeinde im Landkreis Löwenberg.
Mit Ende des Zweiten Weltkrieges wurde die Gemeinde wie der größte Teil Schlesiens Polen zugeschlagen.
Ab dem 16. Juli 1946 setzte die organisierte Vertreibung der deutschen Bewohner ein, die unter Zurücklassung des größten Teils ihres Eigentums deportiert wurden. Viele der Vertriebenen gelangten nach Holzminden, das zur Patenstadt ihrer alten Heimat wurde, die nach mehreren rasch aufeinanderfolgenden Namensänderungen bald Rębiszów hieß. Das Gemeindegebiet verlor seine Selbständigkeit und wurde dem nahen Mirsk zugeschlagen.
In Holzminden fanden über 500 vertriebene Rabishauer eine neue Heimat; dort gründete 1947 Paul Baumert, der von 1918 bis 1934 Ortsvorsteher von Rabishau war, einen Heimatvertriebenenverein, dem er bis 1962 vorstand. Ihm folgte Werner Daniel.

## Persönlichkeiten
- Leberecht Baumert (1833–1904), deutscher Organist und Komponist
- Paul Kretschmer (1910–1999), deutscher Kommunalpolitiker